# Geopark Podbeskydí
Geopark Podbeskydí je přírodně, geologicky a historicky cenné území v Moravskoslezském kraji, převážně v okrese Nový Jičín, které na jihu malým dílem zasahuje též do Zlínského kraje. Území geoparku se částečně překrývá s územím Chráněné krajinné oblasti a evropsky významné lokality Beskydy, Chráněné krajinné oblasti Poodří a Přírodního parku Podbeskydí. Kontaktní organizací geoparku je spolek Hájenka, sídlící na adrese Dolní Bašta 269, 742 66 Štramberk, který mj. provozuje středisko ekologické výchovy v Kopřivnici. Rada města Štramberka schválila dne 3. 11. 2015 přenesení značky Národního geoparku Podbeskydí na uvedenou adresu.

## Území geoparku
Geopark Podbeskydí je součástí rozsáhlého horského systému Karpat. V období třetihor se toto mladší horstvo nasunulo svým západním okrajem přes starší Český masív a pohřbilo jej zde pod sebou. Geologicky pestrá skladba na rozhraní Českého masívu a Karpat se odráží i v bohatství zdejší flory a fauny a také místní historie a kulturních tradic.

### Geologická rozmanitost
Území geoparku o rozloze 530 km2 je na severozápadě ohraničeno sníženinou Moravské brány, na východě úbočím Palkovických vrchů a hřebenem Ondřejníku, na jihu prvním hřebenem Moravskoslezských Beskyd s vrcholovými partiemi Pusteven a Radhoště a na západě úbočím Kojetínských vrchů. Toto geologicky velmi pestré území na severozápadním okraji Karpatského oblouku je budováno převážně usazenými horninami jurského až křídového stáří. Na území geoparku se nacházejí druhohorní hlubokomořské usazeniny, pozůstatky třetihorní vulkanické činnosti, bludné balvany, zavlečené na severní Moravu kontinentálním ledovcem ve čtvrtohorách, pozůstatky těžby železné rudy, jeskyně s archeologickými nalezišti i hydrotermální prameny.

### Obce geoparku
Součástí geoparku jsou katastrální území obcí a měst Bartošovice, Bernartice nad Odrou, Bordovice, Frenštát pod Radhoštěm, Fryčovice, Hodslavice, Hostašovice, Hukvaldy, Frýdek-Místek, Jeseník nad Odrou, Kateřinice, Kopřivnice, Kozlovice, Kunčice pod Ondřejníkem, Kunín, Lešná, Libhošť, Lichnov, Mořkov, Nový Jičín, Palkovice, Příbor, Rybí, Sedlnice, Skotnice, Starý Jičín, Šenov u Nového Jičína, Štramberk, Tichá, Trojanovice, Veřovice, Závišice, Ženklava a Životice u Nového Jičína.

## Národní geopark a jeho poslání
Geopark Podbeskydí, stejně jako jiné geoparky v ČR i jinde ve světě, nemá statut chráněného území. Jedná se o v podstatě neformální sdružení obcí, spolků a občanů, které se zaměřuje nejen na péči a zdokumentování přírodních, zejména geologických fenoménů zdejší krajiny, ale zejména na osvětová činnost. Její součástí je zpřístupňování přírodních lokalit, budování naučných stezek a rozvoj šetrného turismu.
Na základě splnění podmínek, zakotvených v Chartě národních geoparků České republiky, byl Geoparku Podbeskydí 6. června 2014 společně se středočeským Geoparkem Kraj blanických rytířů udělen titul národní geopark. Tento titul je udělován na omezenou dobu čtyř let a vždy poté je jej nutno obhájit.

## Fotogalerie

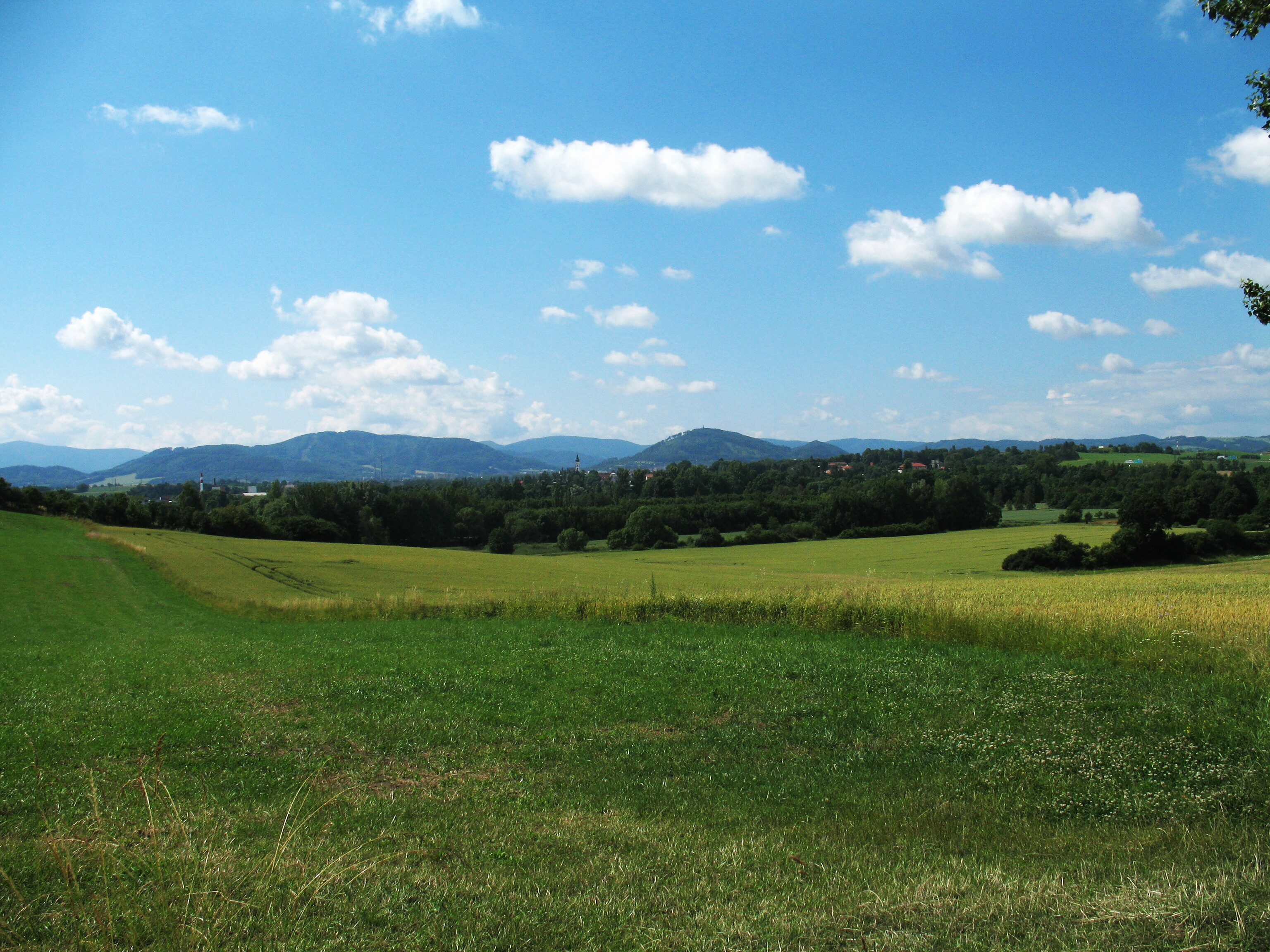
Pohled z Hončovy hůrky na Štramberk a Beskydy
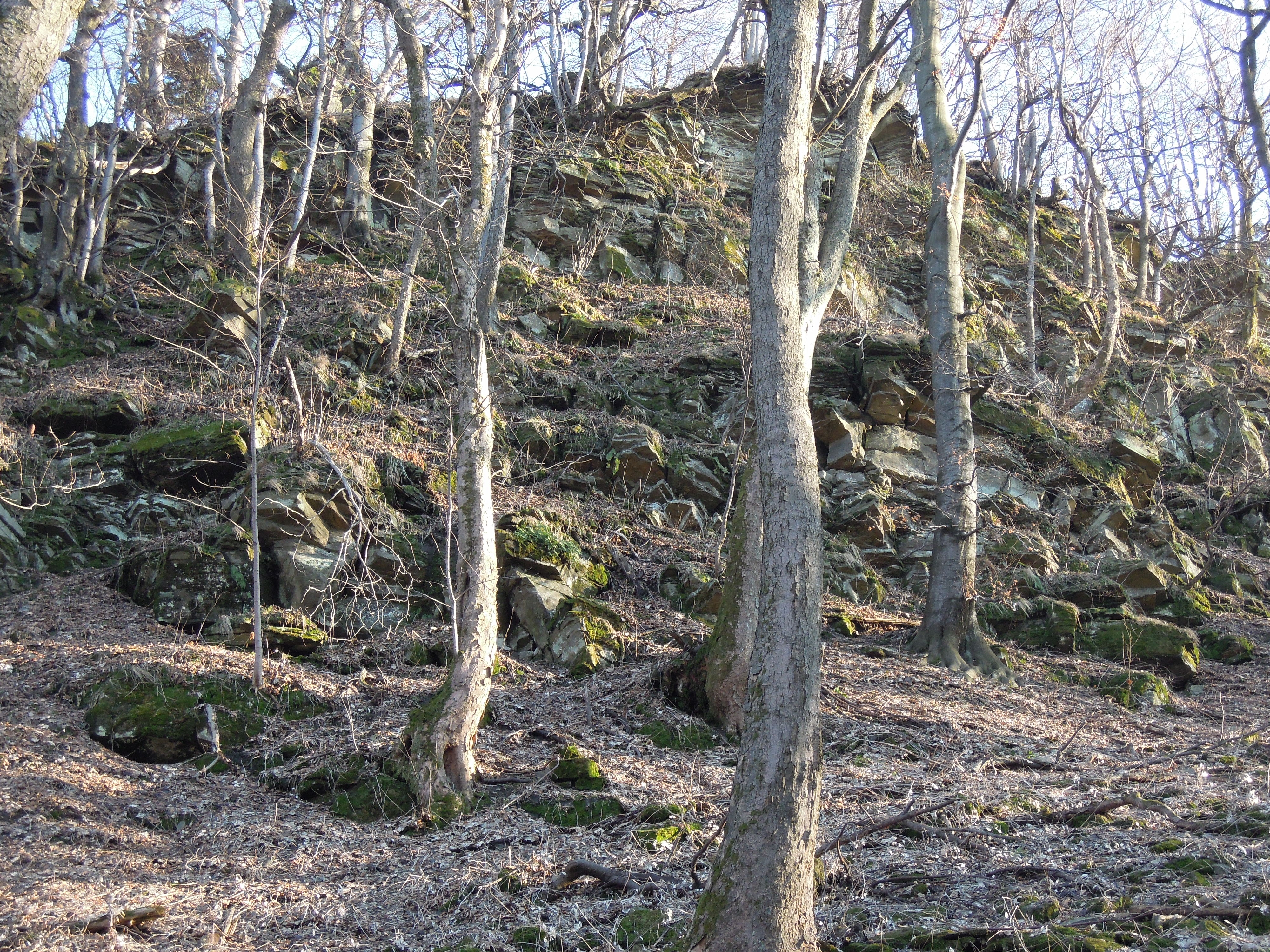
Přírodní rezervace Huštýn v CHKO Beskydy
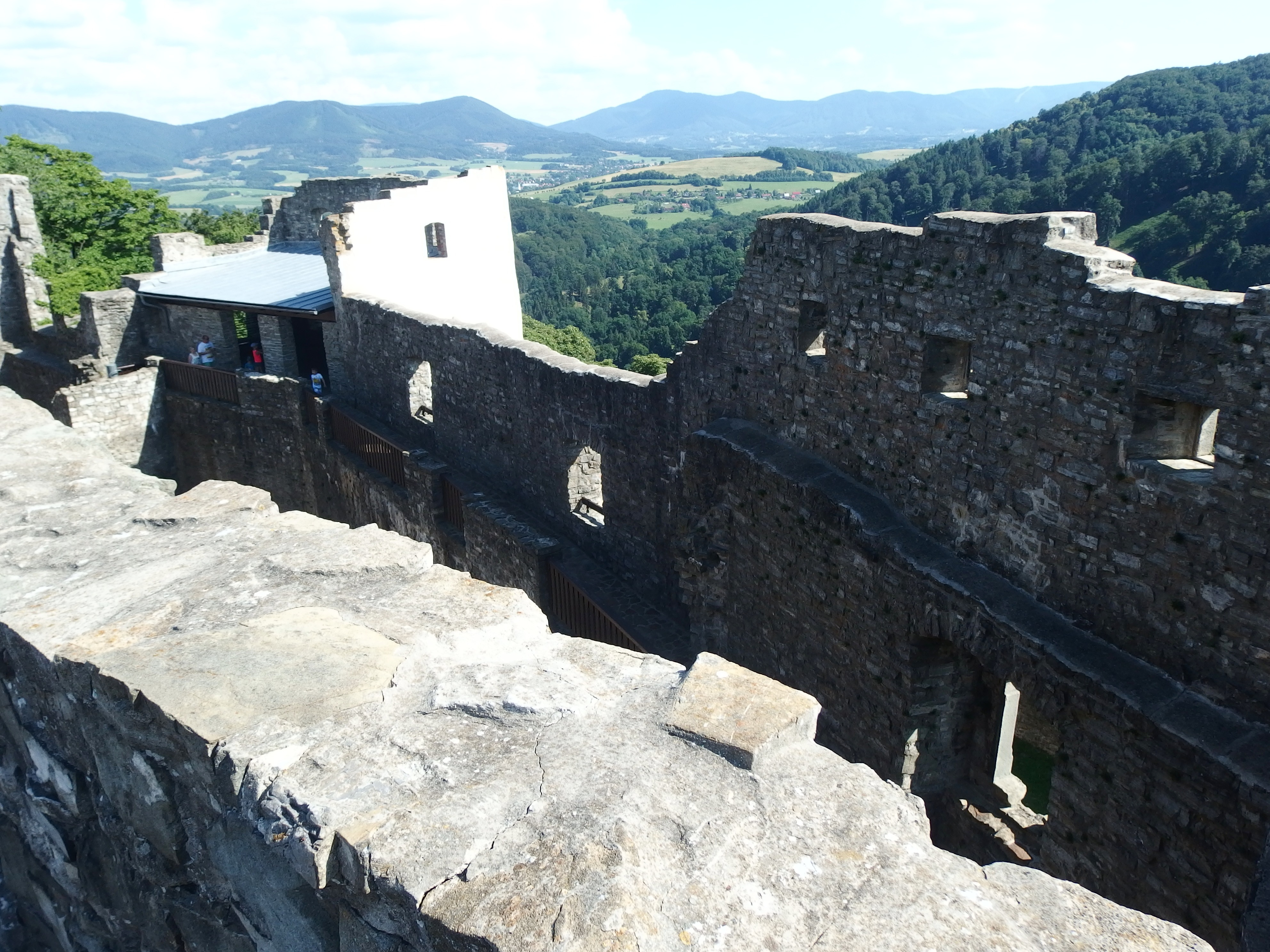
Pohled z hradu Hukvaldy na Beskydy
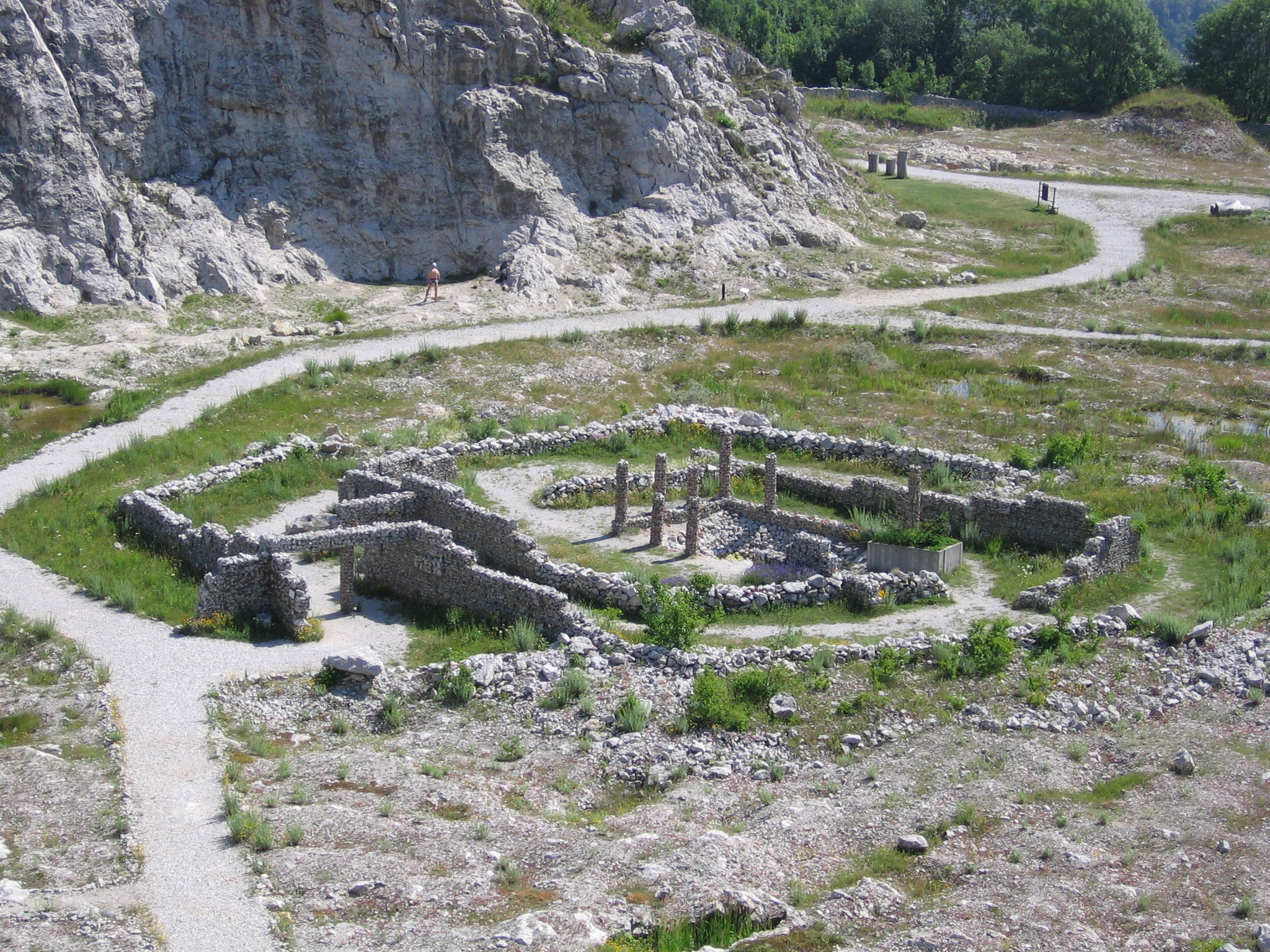
Labyrint v botanické zahradě ve Štramberku
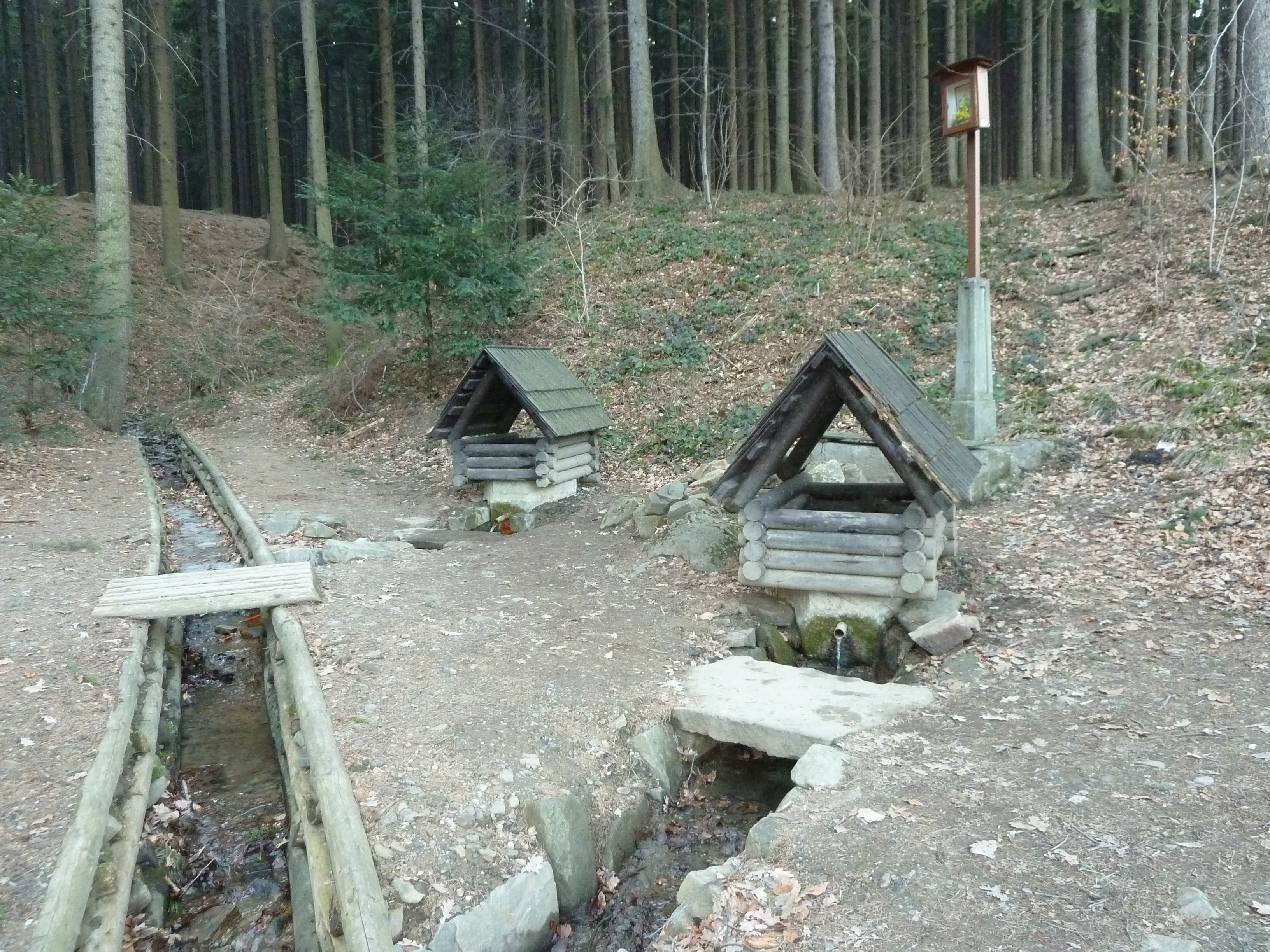
Prameny Zrzávky u Hostašovic
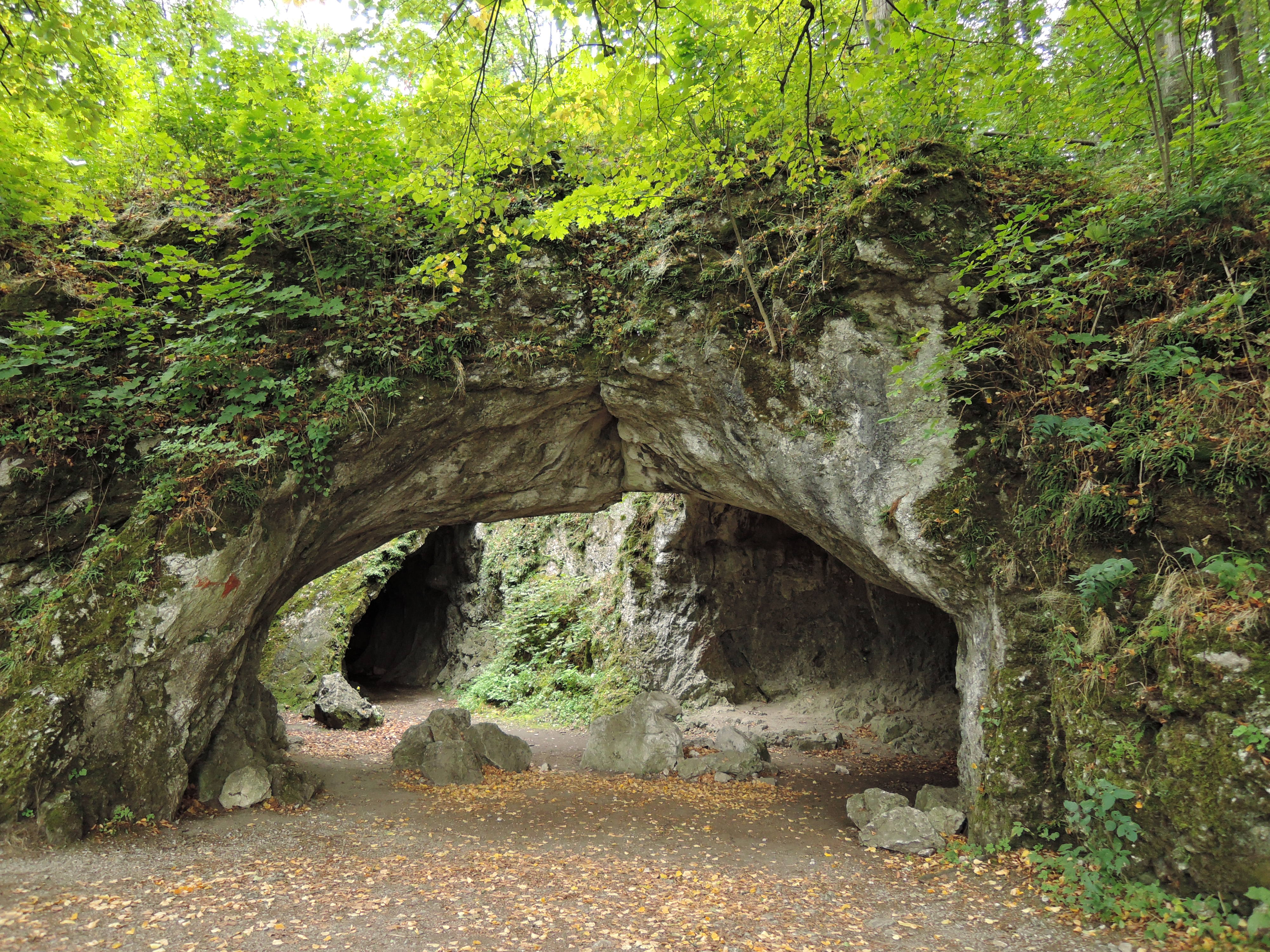
Jeskyně Šipka ve Štramberku